# Національний рух кримських татар (організація)
Національний рух кримських татар (НРКТ) — кримськотатарська правозахисна організація, яка була дуже активною в радянську епоху. Офіційно заснована 1987 року з ферганської ініціативної групи, вона об'єднала різні невеликі кримськотатарські ініціативні групи в Узбецькій РСР, за винятком фракції Джемілєва, яка відкололася і на той час називала себе Центральною ініціативною групою. Платформа полягала у визнанні кримських татар окремою етнічною групою, наданні їм повного права повернутися до Криму та відновленні Кримської АРСР та мала центральним ідеологічним принципом марксизм-ленінізм, на відміну від прозахідної ОКНР. Організація занепала після вбивства її лідера Юрія Османова 1993 року та подальшого піднесення Меджлісу.